# Packard (Washington)
Packard az Amerikai Egyesült Államok északnyugati részén, Washington állam Adams megyéjében elhelyezkedő önkormányzat nélküli település.
Packard postahivatala 1911 és 1915 között működött.